# Saint-Timothée
Saint-Timothée est un quartier de Salaberry-de-Valleyfield, dans la province canadienne de Québec. Il s'agissait avant 2002 d'une municipalité à part entière.  
Ce quartier situé à l’extrémité est de Salaberry-de-Valleyfield, aux limites de la ville de Beauharnois, est composé d’un noyau villageois et du secteur rural de l’ancienne paroisse de Saint-Timothée.
On y retrouve le Parc régional des Îles-de-Saint-Timothée.

## Historique
À la suite du référendum municipal du 20 juin 2004, le ministère des Affaires municipales du Québec a fusionné la municipalité de Saint-Timothée et la municipalité de Grande-île à la ville de Salaberry-de-Valleyfield, devenant ainsi une paroisse.

### Résultats du référendum municipal de Saint-Timothée du 20 juin 2004
| Choix                                                                                     | Votes | %      |
| ----------------------------------------------------------------------------------------- | ----- | ------ |
| Oui                                                                                       | 1 916 | 58,432 |
| Non                                                                                       | 1 306 | 39,829 |
| Majorité nécessaire                                                                       | 50,1  | 50,1   |
| Votes valides                                                                             | 3 222 | 98,262 |
| Non valides                                                                               | 57    | 1,728  |
| Total des votes                                                                           | 3 279 | 100    |
| Votants inscrits et participation                                                         | 6 383 | 30,02  |
| Source : https://www.electionsquebec.qc.ca/francais/tableaux/resultat-referendum-2004.php |       |        |